# Joe Karam
Pour les articles homonymes, voir Karam.

a Compétitions nationales et continentales officielles uniquement.

b Matchs officiels uniquement.
Dernière mise à jour le 10 octobre 2012.
Joseph Francis Karam dit Joe Karam, né le 21 novembre 1951 à Taumarunui en Nouvelle-Zélande, est un joueur de rugby à XV qui a joué avec l'équipe de Nouvelle-Zélande au poste d'arrière.

## Biographie
Joe Karam dispute son premier test match avec l'équipe de Nouvelle-Zélande  le 2 décembre 1972 contre l'équipe du pays de Galles, et son dernier test match contre l'équipe d'Écosse, le 14 juin 1975. Il joue en club avec les provinces de Wellington et Horowhenua-Kapiti, et, de 1973 à 1974, il passe une saison à l'ASM Montferrand en France où il ne joue aucun match. Sa carrière de joueur de rugby à XV a prend fin en 1976 lorsqu’il a rejoint la ligue de rugby à XIII pour jouer avec Auckland.

## Statistiques en équipe nationale
- Nombre de test matchs avec les Blacks :  10
- Nombre total de matchs avec les Blacks :  42
- Nombre de points marqués avec les Blacks : 345
- Nombre de points marqués en test-matchs : 65